# Lipstick on Your Collar (TV-serie)
Lipstick on Your Collar är en brittisk TV-serie från 1993. 

## Rollista i urval
- Giles Thomas - Pte. Francis Francis
- Ewan McGregor - Pte. Mick Hopper
- Louise Germaine - Sylvia Berry
- Roy Hudd - Harold Atterbow
- Douglas Henshall - Cpl. Pete Berry
- Peter Jeffrey - Col. Bernwood
- Clive Francis - Maj. Hedges
- Nicholas Jones - Maj. Carter
- Nicholas Farrell - Maj. Church
- Shane Rimmer - Lt. Col. Trekker
- Kim Huffman - Lisa Trekker
- Maggie Steed - tant Vickie
- Bernard Hill - farbror Fred
- Debra Beaumont - Nina

## Musik i TV-serien (urval)
- "Lipstick on Your Collar" med Connie Francis (intro-musik)
- "The Great Pretender," "Only You (And You Alone)" och "My Prayer" med The Platters
- "Earth Angel" och "Sh-Boom" med The Crewcuts
- "Garden of Eden" och "Green Door" med Frankie Vaughan
- "Blueberry Hill" och "I'm in Love Again" med Fats Domino
- "Don't Be Cruel" med Elvis Presley
- "Your Cheatin' Heart" med Hank Williams
- "Blue Suede Shoes" med Carl Perkins
- "Raining in My Heart" med Buddy Holly
- "Be-Bop-A-Lula" med Gene Vincent
- "Unchained Melody" med Les Baxter
- "I'm Beginning to See the Light" av Duke Ellington och Harry James
- "It'll Be Me" med Jerry Lee Lewis
- "Love Is Strange" med Mickey & Sylvia
- "Lay Down Your Arms" med Anne Shelton